# William S. Hill

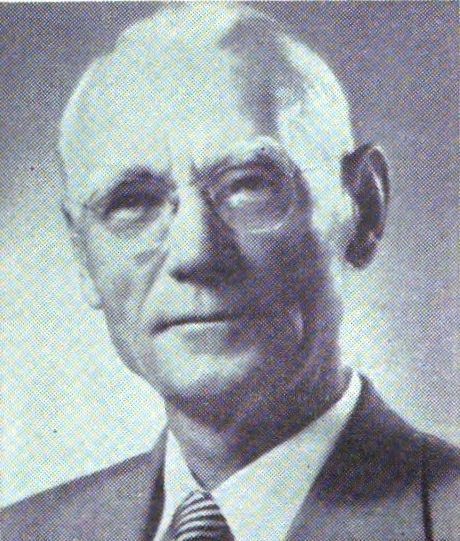
William S. Hill

William Silas Hill (* 20. Januar 1886 in Kelly, Nemaha County, Kansas; † 28. August 1972 in Fort Collins, Colorado) war ein US-amerikanischer Politiker. Zwischen 1941 und 1959 vertrat er den zweiten Wahlbezirk des Bundesstaates Colorado im US-Repräsentantenhaus.

## Werdegang
William Hill besuchte die öffentlichen Schulen seiner Heimat und das Colorado State College of Agriculture in Fort Collins. Zwischen 1907 und 1915 war er in Cheyenne Wells ansässig. Von 1919 bis 1922 leitete er die Cache La Poudre Consolidated School im Larimer County. Im Jahr 1923 wurde er als Sekretär im Landwirtschaftsministerium (Farm Bureau) von Colorado angestellt. Von 1927 bis 1953 war er im Handel in Fort Collins tätig.
Politisch war Hill Mitglied der Republikanischen Partei. Zwischen 1924 und 1926 gehörte er als Abgeordneter dem Repräsentantenhaus von Colorado an. 1940 wurde er im zweiten Distrikt von Colorado in das US-Repräsentantenhaus in Washington, D.C. gewählt. Dort löste er am 3. Januar 1941 den Demokraten Fred N. Cummings ab, den er bei den Wahlen geschlagen hatte. Nachdem er acht Mal wiedergewählt worden war, konnte er bis zum 3. Januar 1959 neun Legislaturperioden im Kongress absolvieren. Von 1953 bis 1955 war er Vorsitzender des Select Committee on Small Business. Im Jahr 1958 verzichtete Hill auf eine weitere Kandidatur.
Nach seiner Zeit im Kongress bewirtschaftete er bis 1969 eine Farm südwestlich von Fort Collins. Im Jahr 1964 war er Delegierter zur Republican National Convention in San Francisco. William Hill starb im August 1972 in seinem Wohnort Fort Collins.